# Philoctète (Disney)
Pour les articles homonymes, voir Philoctète (homonymie).
Philoctète est un personnage de fiction qui est apparu pour la première fois dans le long métrage d'animation Hercule. Il est inspiré de Philoctète et de Chiron de la mythologie grecque. Il apparait également dans la serie de jeu vidéo Kingdom Hearts.

## Histoire
Philoctète, surnommé Phil', est dans le film un satyre entraîneur de héros. Il aurait entraîné tous les grands héros de la mythologie tels que Jason, Persée, Achille ou encore Thésée. Mais après la défaite de ces derniers, il est parti à la retraite sur une île et s'occupe à poursuivre les nymphes.
Lorsqu’Hercule vient lui demander de l'entraîner, il refuse de crainte d'un échec supplémentaire dans sa lignée. Mais, pendant la chanson où il l'explique, un éclair vient le foudroyer de plein fouet. L'éclair, envoyé par Zeus, le fait changer d'avis, sûrement car il redoute la colère du Dieu, père d'Hercule.
Il commence par apprécier Mégara (à cause du physique de cette dernière, surtout). Plus tard, il fait de son élève un héros digne des plus grands. Il s'installera  avec lui dans une villa. Ses nouvelles responsabilités sont de programmer les journées de son héros, de l'y suivre mais aussi d'éloigner les filles folles d'Hercule comme on le voit dans le film. Mais lorsque Mégara le rejette et surtout parce qu'Hercule le délaisse pour elle, il la trouve déjà dangereuse. Ses doutes s'éclaircissent enfin lorsqu'il aperçoit par hasard (de par l'insouciance d'Hercule) qu'Hadès manipulait Mégara. Il tente en vain de l'expliquer à Hercule, mais celui-ci ne veut rien entendre. Déçu, il part pour retourner sur son île de retraite. Mais Pégase et Mégara réussissent à le convaincre d'aider son héros, désormais affaibli.
À la fin du film, son plus grand rêve (que l'on connait dès le début) qui consiste à ce qu'un de ses héros soit représenté dans les étoiles, est réalisé. L'histoire se termine sur un suspens. Mais on doit douter que Phil' restera dans la villa avec Hercule et Mégara.
Phil' est sarcastique, emploie souvent des expressions répétitives et semblables, comme "Deux mots" , ou même des expressions limite grossières. Il aime bien "draguer" les personnages féminins dans l'histoire, et il est un tantinet pervers (Mégara, les nymphes, une déesse). C'est un des personnages du film qui fait le plus référence aux évènements dans la mythologie grecque (par exemple, il prononce lui-même les douze travaux d'Hercule à ce dernier, et il parle du mat de l'Argo).

## Apparence
L'animateur responsable de Philoctète est Eric Goldberg.

## Interprètes
- Voix originale : Danny DeVito / Robert Costanzo
- Voix allemande : Mogens von Gadow
- Voix espagnole : Jordi Vila
- Voix française : Patrick Timsit / Gérard Surugue
- Voix italienne : Giancarlo Magalli
- Voix japonaise : Ichirō Nagai
- Voix latino-américaine : Marcos Valdés
- Voix québécoise : Luis de Cespedes

## Chansons interprétées par Philoctète
Il me reste un espoir (One Last Hope ou Une dernière fois au Québec)

## Caractéristiques particulières
- Dans le film, quand Philoctète entend la conversation entre Megara et Hadès, il sort sa tête à la manière des sept nains quand ils découvrent Blanche-Neige pour la première fois.
- Quand Phil' entre dans sa hutte en compagnie d'Hercule, celui-ci se cogne la tête sur le mât de l'Argo. Ironiquement, dans la mythologie grecque, Jason, le capitaine de l'Argo, mourut quand le mât lui tomba sur la tête.